# NGC 2648
NGC 2648 (również PGC 24464 lub UGC 4541) – galaktyka spiralna (Sa), znajdująca się w gwiazdozbiorze Raka. Odkrył ją William Herschel 19 marca 1784 roku. Galaktyka ta jest w trakcie kolizji z sąsiednią, znacznie mniejszą galaktyką spiralną PGC 24469. Para ta została skatalogowana jako Arp 89 w Atlasie Osobliwych Galaktyk Haltona Arpa i znajduje się w odległości około 101 milionów lat świetlnych od Ziemi.